# 蕭思温
蕭思温（しょう しおん、? - 保寧2年5月15日（970年6月21日））は、遼（契丹）の外戚。小字は寅古。

## 経歴
蕭敵魯の族弟の蕭忽没里の子として生まれた。太宗のとき、奚禿里太尉となった。太宗の娘の燕国公主耶律呂不古を妻に迎え、群牧都林牙となった。まもなく南京留守となった。
応暦8年（958年）、後周が南唐の揚州を攻撃すると、穆宗は思温に命じてその虚をつかせようとした。思温は暑熱を嫌って進軍せず、辺境の数城を落としたのみで南京に帰還した。逆に後周軍の侵攻を受け、馮母鎮を包囲された。思温が増兵を要請すると、穆宗は統軍司の兵と合流して抗戦するよう命じた。後周の郭崇が束城を落とすと、思温は退却して滹沱河を渡り駐屯した。思温は統軍司の兵と合流したが、両軍の動きは鈍く、後周軍が撤退すると、思温もまた帰還した。
応暦9年（959年）、後周の傅元卿・李重進らが契丹領内に進攻し、瀛州を包囲し、益津・瓦橋・淤口の3関を落として、固安に迫った。思温はなすすべをしらず、ただ穆宗率いる援軍がまもなくやってくると言うばかりだった。麾下の軍人は士気が高く戦闘を望んだが、思温は聞き入れなかった。易州・瀛州・莫州などが陥落し、南京周辺の人々は恐れて西山に避難した。思温は南方の防衛に失敗して朝廷に罰せられるのを恐れ、穆宗に親征するよう願い出た。ときに後周の世宗柴栄が病のため軍を帰したので、思温はたまたま遭遇した2000人あまりの後周兵を破った。後周が喪を発し、燕雲十六州の民が落ち着きを取り戻すと、思温は軍を返した。
応暦10年（960年）、宋軍が北漢の石州を攻撃すると、思温は三部の兵を率いて北漢を救援した。
穆宗は酒におぼれて多くの人を殺したが、思温は穆宗を諫めようとしなかった。応暦19年（969年）2月、穆宗が狩猟で熊を射当てると、思温は夷離畢牙里斯らとともに酒を進上して穆宗の長寿を祝った。穆宗は酔って宮殿に帰ると、この夜のうちに料理人の辛古（斯奴古）らによって殺害された。思温は南院枢密使の高勲や飛龍使の女里らとともに景宗を擁立した。
保寧元年（969年）3月、北院枢密使となり、北府宰相を兼ね、代々宰相の選に預るよう命じられた。景宗は思温の娘（睿智蕭皇后）を皇后として立てた。思温は尚書令の位を加えられ、魏王に封じられた。保寧2年（970年）5月、景宗に従って閭山で狩猟したとき、蕭海只や蕭海里らによって殺害された。保寧4年（972年）4月、楚国王に追封された。

## 人物
思温は経書と史書に通じていた。穆宗の暴虐を諫めようとしなかったため、士人の支持がなかった。また軍中にあっては、将帥の才にあらずと僚友に評された。

## 伝記資料
- 『遼史』巻78 列伝第8